# Географія Гондурасу
Гондурас — північноамериканська країна, що знаходиться на півдні континенту . Загальна площа країни 112 090 км² (103-тє місце у світі), з яких на суходіл припадає 111 890 км², а на поверхню внутрішніх вод — 200 км². Площа країни у 3,5 рази більша за площу Одеської області України. 

## Назва
Офіційна назва — Республіка Гондурас, Гондурас (ісп. Republica de Honduras, Honduras). Назва країни походить від іспанської назви мису на північному узбережжі — Ондурас (ісп. Hondura), що означає глибини. Назву дав 1502 року Христофор Колумб під час четвертої експедиції до Вест-Індії. Пізніше ця назва в формі Гондурас була поширена на усе узбережжя, а 1821 року, після проголошення незалежної держави, й на всю країну.

## Географічне положення
Гондурас — північноамериканська країна, що межує з трьома іншими країнами: на заході — з Гватемалою (спільний кордон — 244 км), на південному заході — з Сальвадором (391 км), на сході — з Нікарагуа (940 км). Загальна довжина державного кордону — 1575 км. Гондурас на півночі омивається водами Карибського моря Атлантичного океану; на півдні водами затоки Фонсека Тихого океану. Загальна довжина морського узбережжя 823 км, з них на узбережжя Карибського моря припадає 669 км, на узбережжя затоки Фонсека — 163 км.

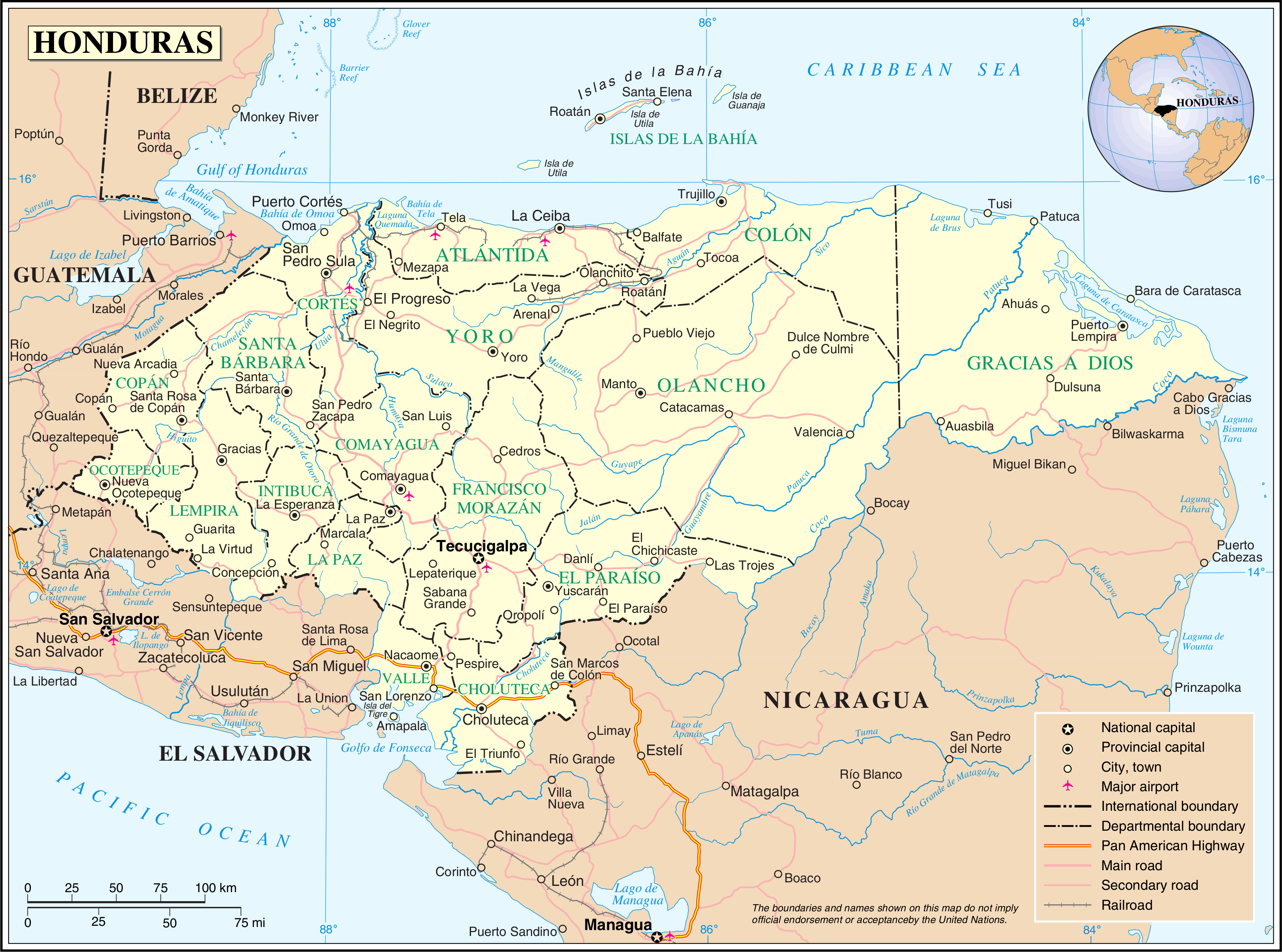
Карта Гондурасу від ООН (англ.)
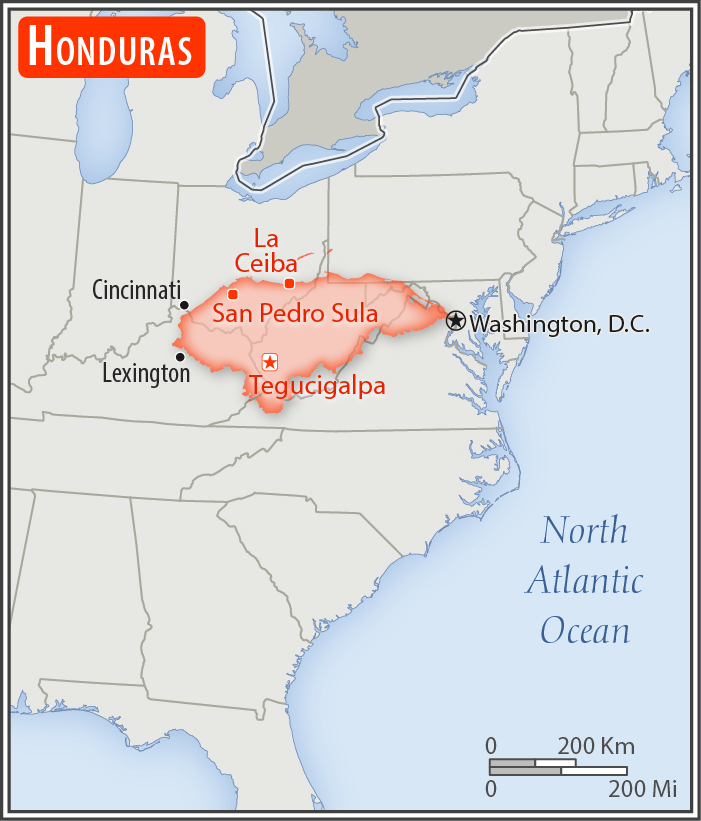
Порівняння розмірів території Гондурасу та США

Згідно з Конвенцією Організації Об'єднаних Націй з морського права (UNCLOS) 1982 року, протяжність територіальних вод країни встановлено в 12 морських миль (22,2 км). Прилегла зона, що примикає до територіальних вод, в якій держава може здійснювати контроль необхідний для запобігання порушень митних, фіскальних, імміграційних або санітарних законів простягається на 24 морські милі (44,4 км) від узбережжя (стаття 33). Виключна економічна зона встановлена на відстань 200 морських миль (370,4 км) від узбережжя. Континентальний шельф — природні межі, або до 200 морських миль (370,4 км) від узбережжя.

### Час
Час у Гондурасі: UTC-6 (-8 годин різниці часу з Києвом).

## Геологія

### Корисні копалини
Надра Гондурасу багаті на ряд корисних копалин: золото, срібло, мідь, свинець, цинк, залізну руду, сурма, кам'яне вугілля.

### Сейсмічність
Сейсмічність Гондурасу — характеризується досить високою інтенсивністю, відповідно в межах території країни та прилеглого Карибського моря спостерігаються часті і сильні землетруси.

## Рельєф
Середні висоти — 684 м; найнижча точка — рівень вод Карибського моря (0 м); найвища точка — гора Сьєрро-Лас-Мінас (2870 м). У рельєфі Гондурасу переважають гори (висотою до 2800 м). Високі гірські масиви з крутими схилами підіймаються від самого кордону з Сальвадором, досягаючи в західній частині країни відміток понад 2700 м. Глибока тектонічна долина розтинає гірську область з півночі на південь, від гирла річки Улуа до затоки Фонсека. Її довжина від карибського узбережжя до затоки становить 280 км, а найвища точка її днища, що маркує внутрішньо-долинний вододіл басейнів двох океанів, досягає 940 м над р.м.
У гірській області зустрічаються міжгірні западини; їх днища з пологим хвилястим рельєфом лежать на 600—1500 м вище за р.м.
На півдні країни поширені покривала вулканічних лав і попелів; на півночі і сході їх потужність зменшується.
В області, що прилягає до карибського узбережжя, переважають широтні хребти в крутими схилами і гострими гребенями. Один з таких хребтів, Сьєрра-де-Мерендон, відділяє розташовану на території Гватемали долину річки Мотагуа від низовини, по якій протікає річка Улуа; ця низовина шириною бл. 40 км тягнеться майже на 100 км від берега Карибського моря.
На іншій частині узбережжя вузькі долини річок затиснуті між хребтами висотою від 450 до 1500 м над рівнем моря. Найбільша низовина — заболочений Москітовий берег з величезною лагуною Каратаска знаходиться на північному сході країни і продовжується далі на південь на території Нікарагуа.

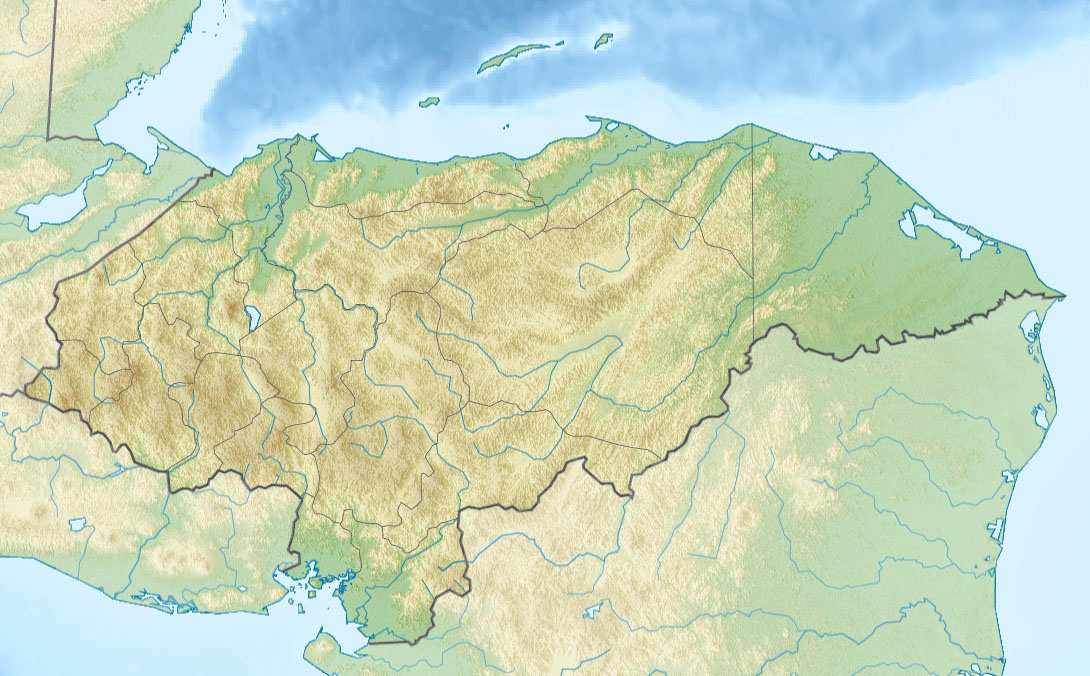
Рельєф Гондурасу
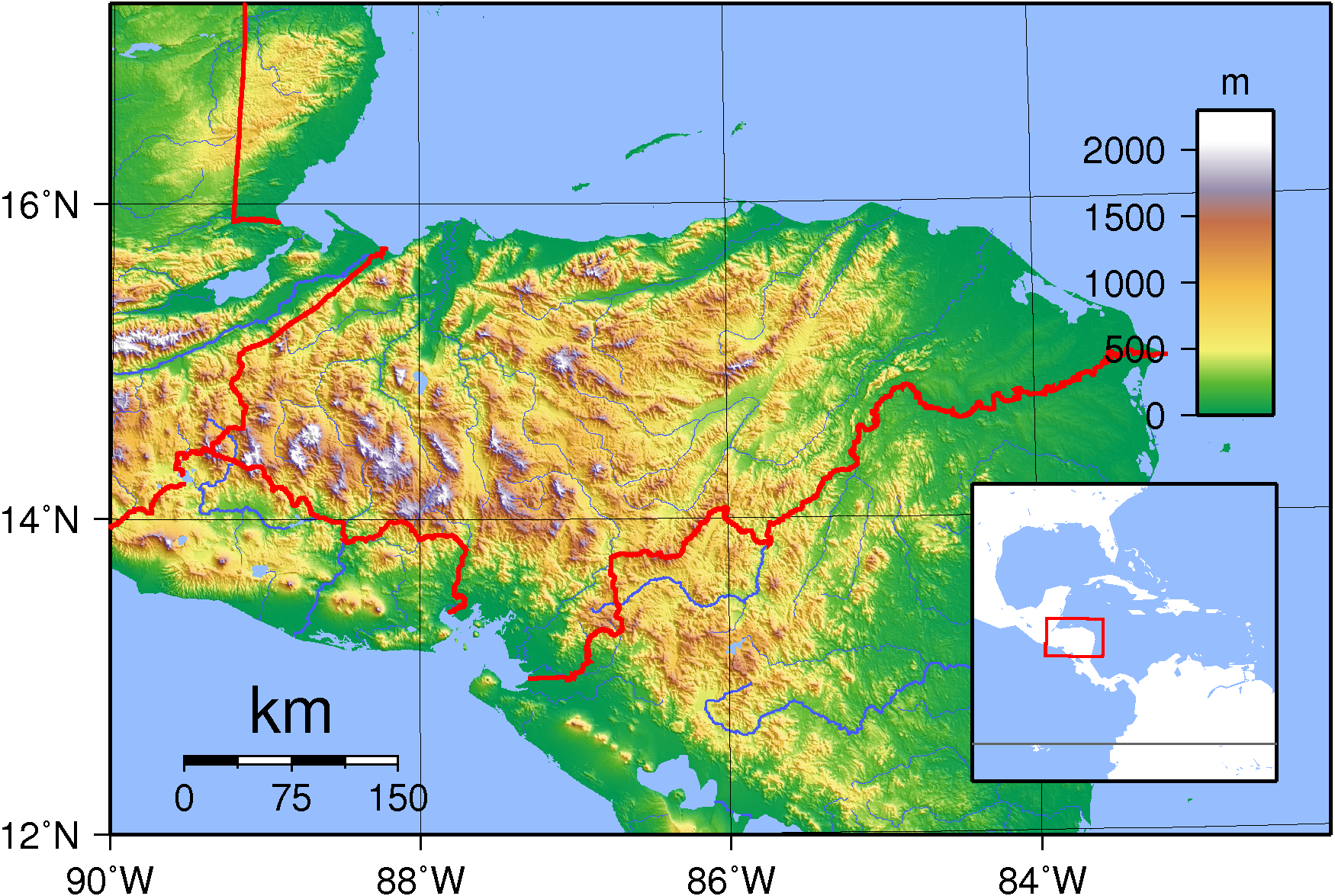
Гіпсометрична карта Гондурасу
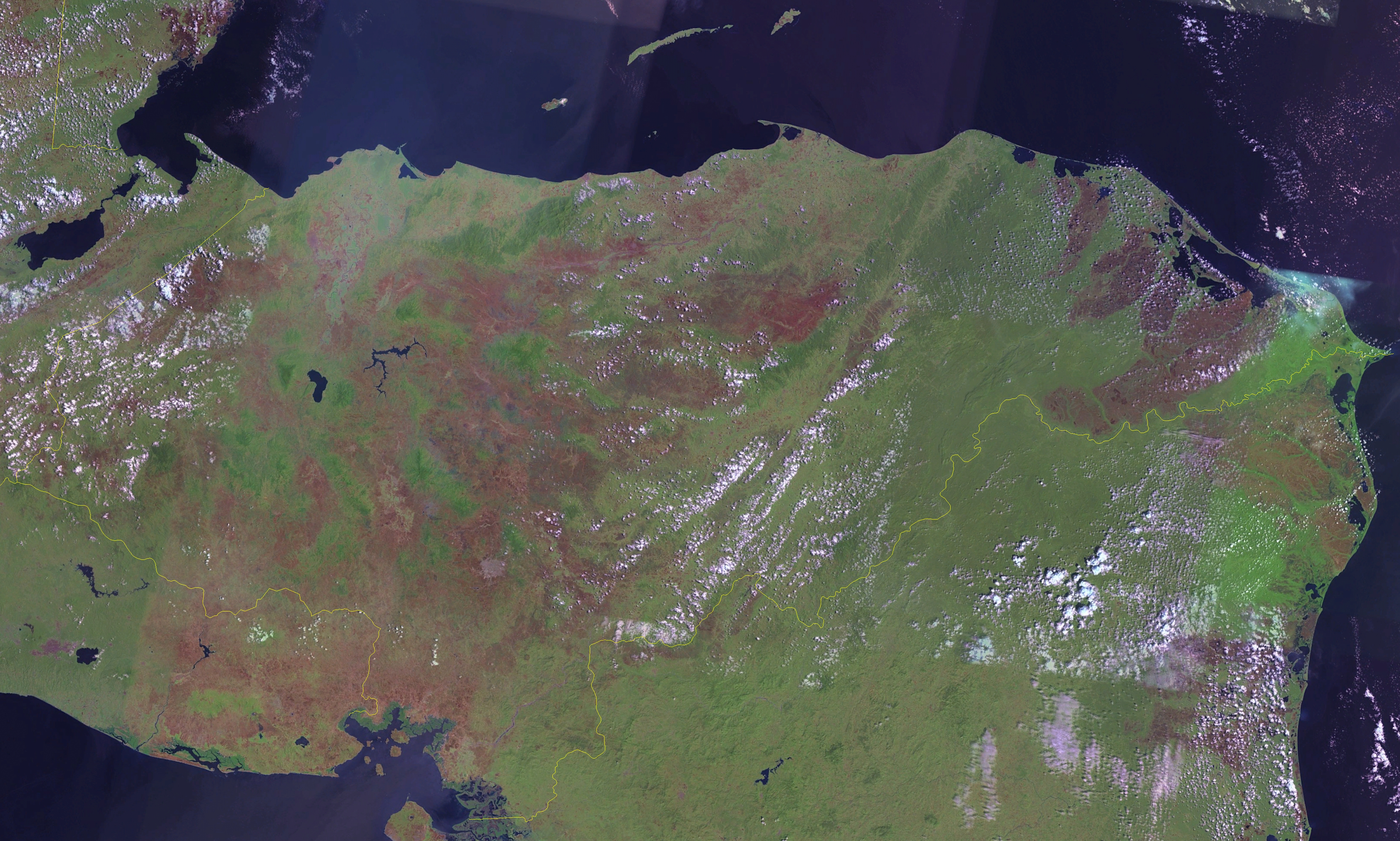
Супутниковий знімок поверхні країни
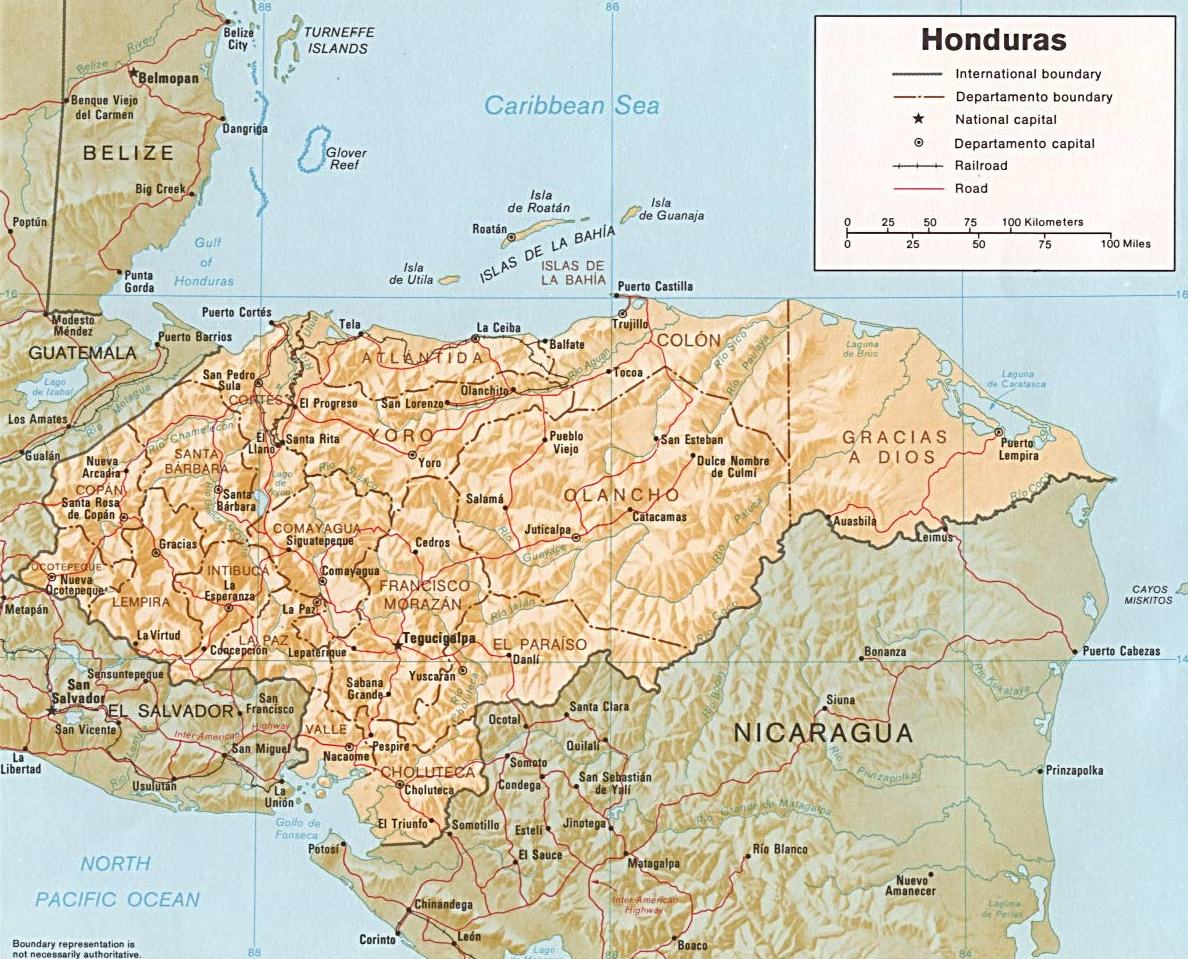
Карта країни (англ.)
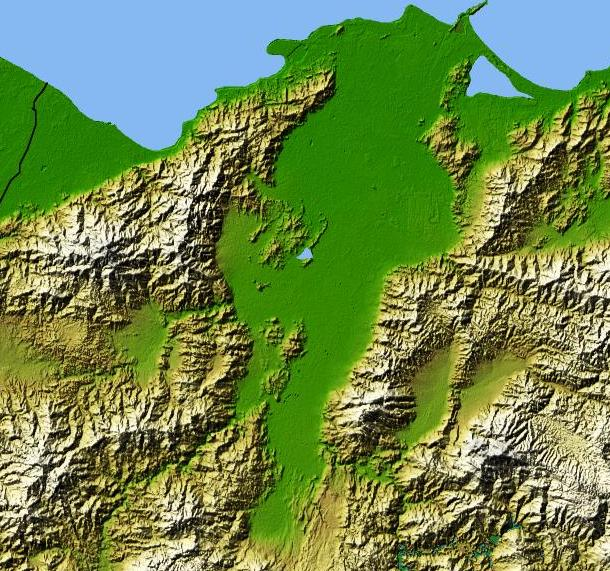
Долина Сула

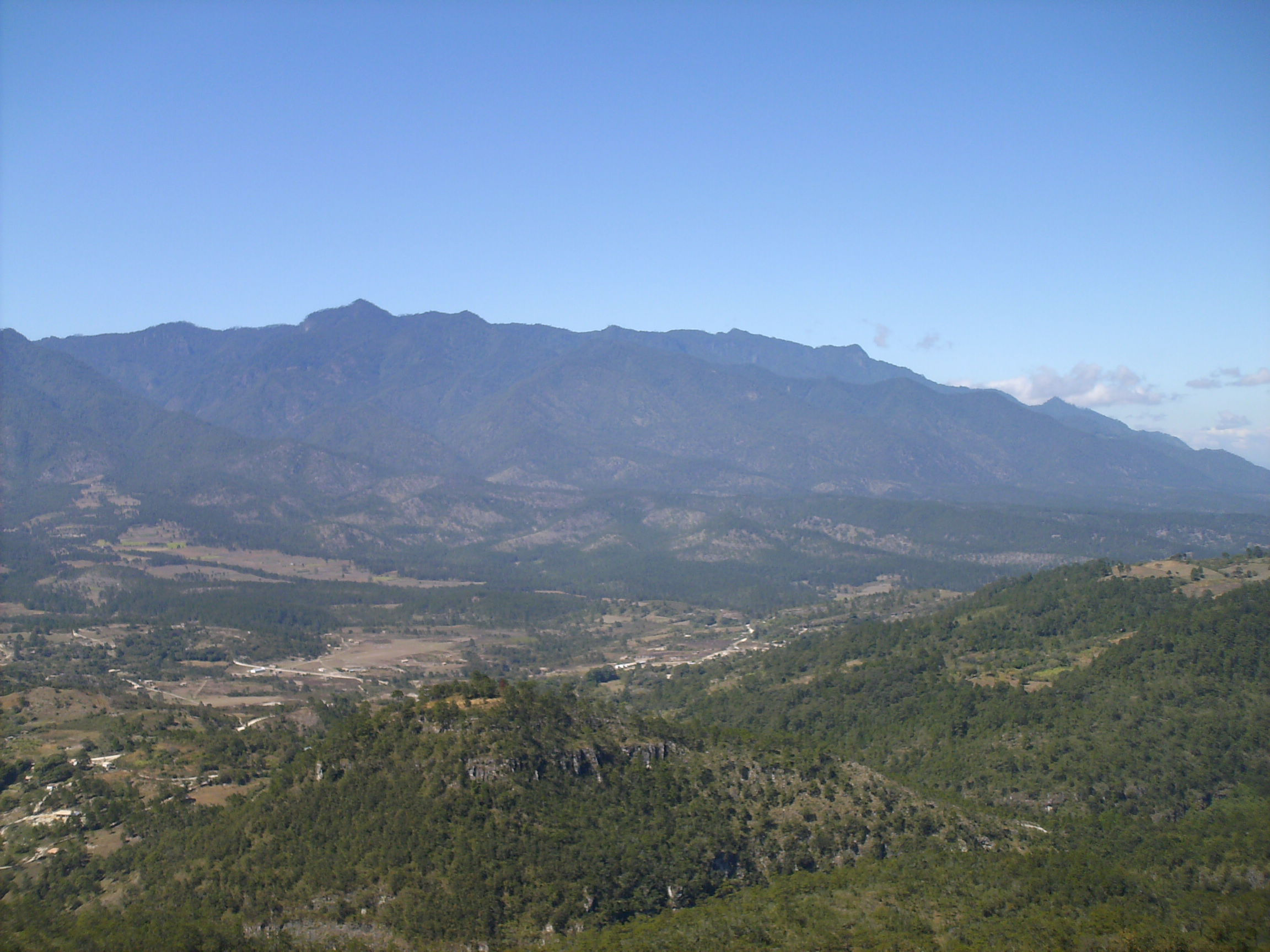
Гора Сьєрро-Лас-Мінас

## Клімат
Територія Гондурасу лежить у тропічному кліматичному поясі. Увесь рік панують тропічні повітряні маси. Сезонний хід температури повітря чітко відстежується. Переважають східні пасатні вітри, достатнє зволоження (на підвітряних схилах відчувається значний дефіцит вологи). У теплий сезон з морів та океанів часто надходять тропічні циклони.

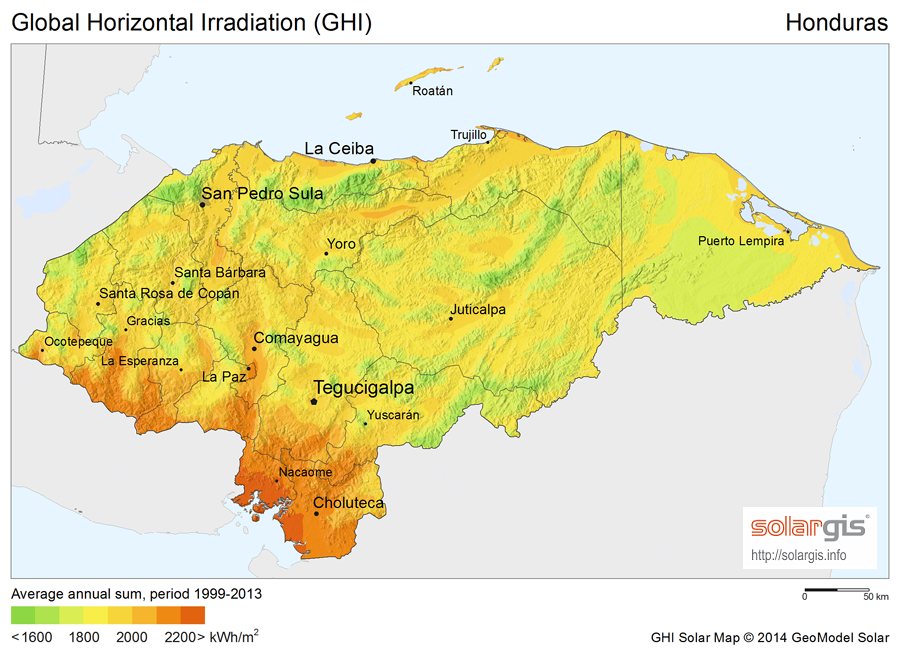
Сонячна радіація (англ.)
Кліматична карта Гондурасу (за Кеппеном)

Гондурас є членом Всесвітньої метеорологічної організації (WMO), в країні ведуться систематичні спостереження за погодою.

## Внутрішні води
Загальні запаси відновлюваних водних ресурсів (ґрунтові і поверхневі прісні води) становлять 95,93 км³. Станом на 2012 рік в країні налічувалось 900 км² зрошуваних земель.

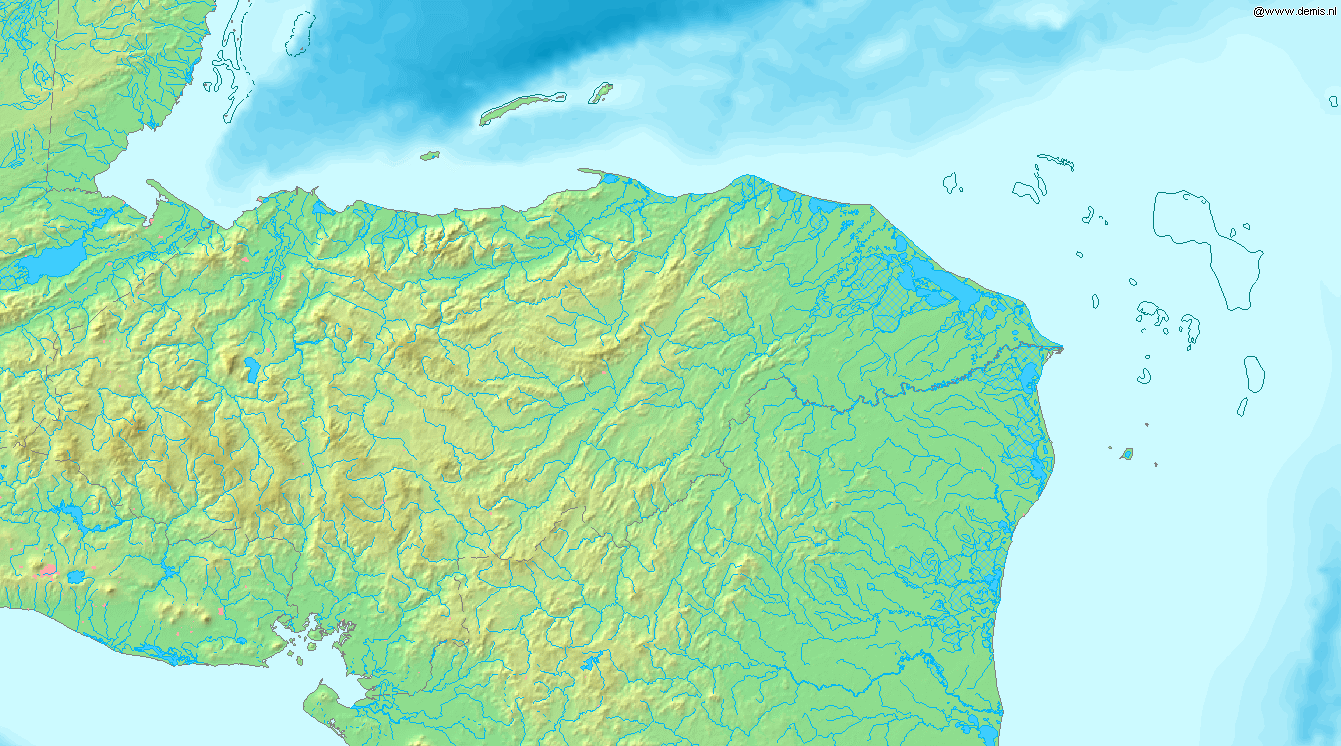
Гідрографічна мережа Гондурасу
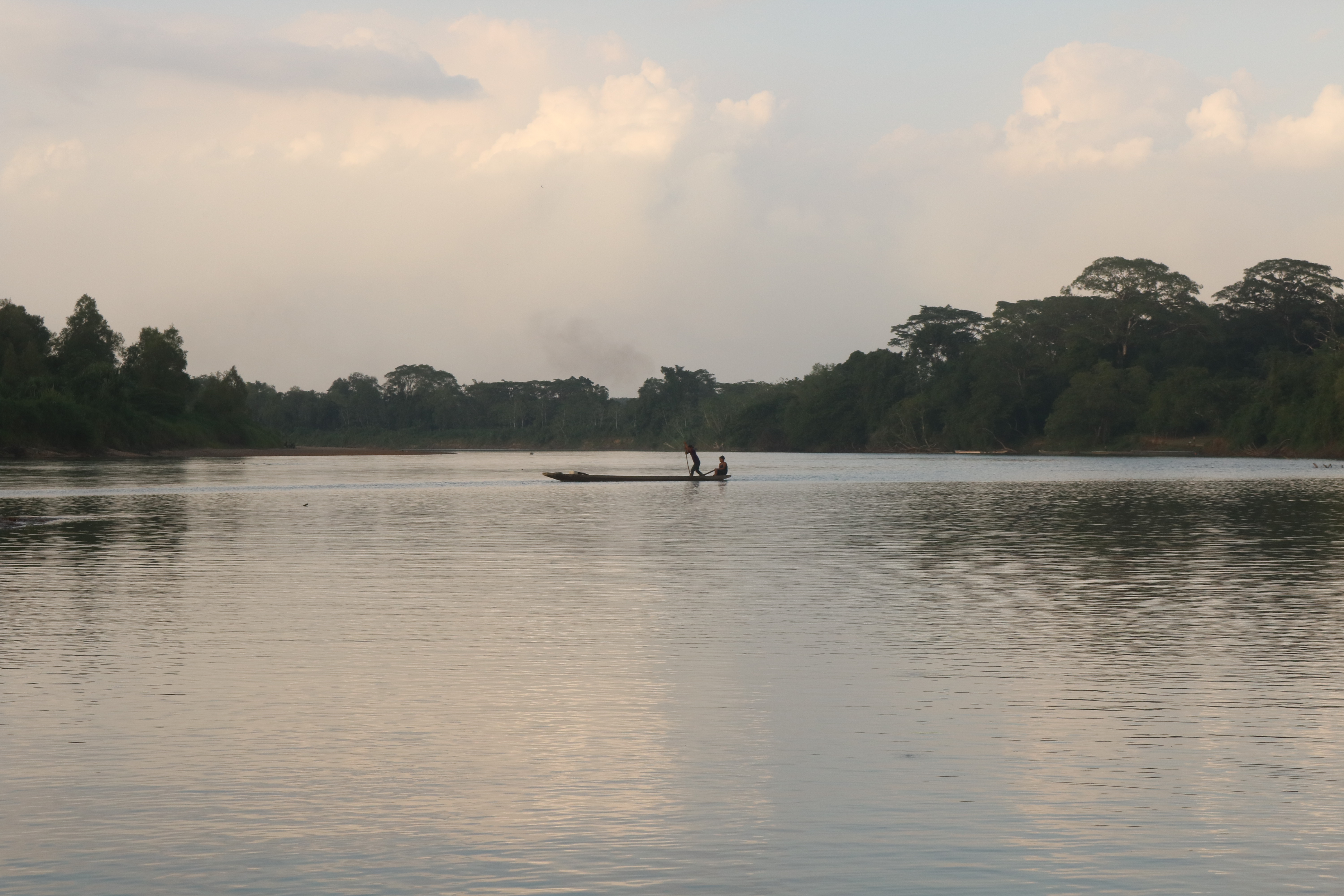
Річка Патука
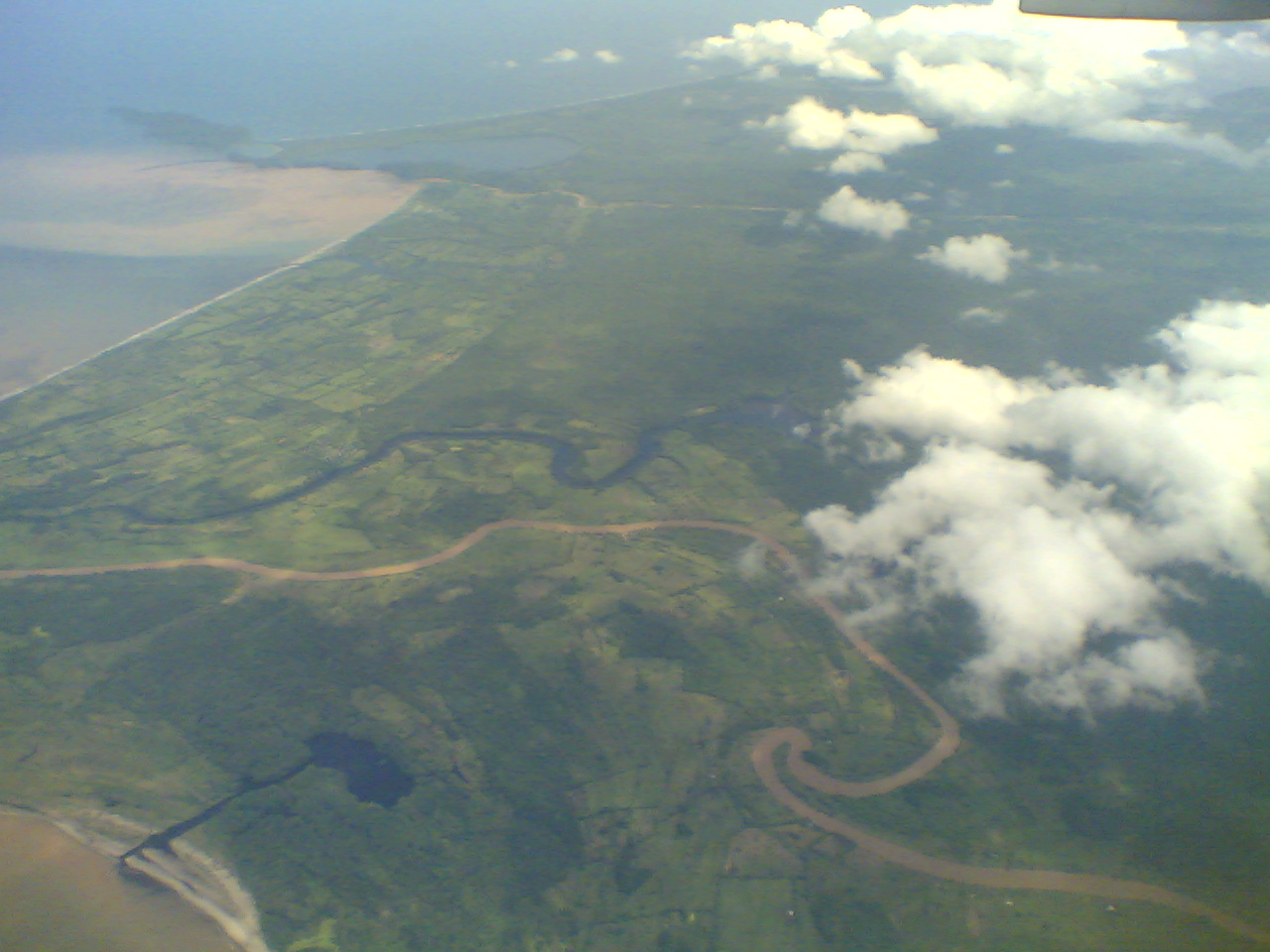
Річка Улуа

### Річки
Річки країни належать басейну Атлантичного океану. Найбільші річки: Улуа, Агуан, Патука, Коко.

## Рослинність
Земельні ресурси Гондурасу (оцінка 2011 року):
- придатні для сільськогосподарського обробітку землі — 28,8 %,
  - орні землі — 9,1 %,
  - багаторічні насадження — 4 %,
  - землі, що постійно використовуються під пасовища — 15,7 %;
- землі, зайняті лісами і чагарниками — 45,3 %;
- інше — 25,9 %[1].

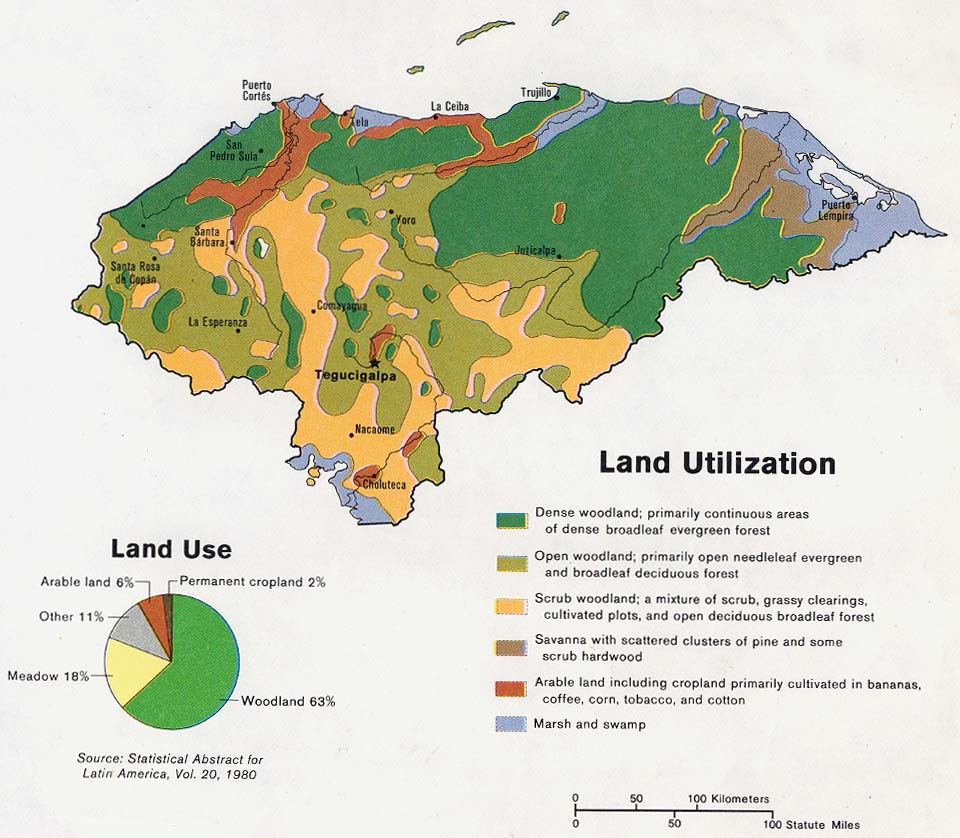
Землекористування в Гондурасі

## Тваринний світ
Зоогеографічно територія країни належить до Центральноамериканської провінції Гвіано-Бразильської підобласті Неотропічної області.

## Охорона природи
Гондурас є учасником ряду міжнародних угод з охорони навколишнього середовища:
- Конвенції про біологічне різноманіття (CBD);
- Рамкової конвенції ООН про зміну клімату (UNFCCC);
- Кіотського протоколу до Рамкової конвенції;
- Конвенції ООН про боротьбу з опустелюванням (UNCCD);
- Конвенції про міжнародну торгівлю видами дикої фауни і флори, що перебувають під загрозою зникнення (CITES);
- Базельської конвенції протидії транскордонному переміщенню небезпечних відходів;
- Конвенції з міжнародного морського права;
- Лондонської конвенції про запобігання забрудненню моря скиданням відходів;
- Монреальського протоколу з охорони озонового шару;
- Міжнародної конвенції запобігання забрудненню з суден (MARPOL);
- Міжнародної угоди про торгівлю тропічною деревиною 1983 і 1994 років;
- Рамсарської конвенції із захисту водно-болотних угідь[12].

## Стихійні лиха та екологічні проблеми
На території країни спостерігаються небезпечні природні явища і стихійні лиха: часті, але не сильні землетруси; руйнівні урагани і повіді на узбережжі Карибського моря.
Серед екологічних проблем варто відзначити:
- швидкі темпи урбанізації;
- знеліснення, як результат лісозаготівель та розширення сільськогосподарських земель;
- швидку деградацію земель і ерозію ґрунтів через неконтрольоване введення в сільськогосподарську експлуатацію непридатних для цього земель;
- забруднення важкими металами гірничими підприємствами головних водойм країни.

## Фізико-географічне районування
У фізико-географічному відношенні територію Гондурасу можна розділити на райони, що відрізняються один від одного рельєфом, кліматом, рослинним покривом:

### Українською
- Атлас світу / голов. ред. І. С. Руденко ; зав. ред. В. В. Радченко ; відп. ред. О. В. Вакуленко. — К. : ДНВП «Картографія», 2005. — 336 с. — ISBN 9666315467.
- Атлас. 7 клас. Географія материків і океанів / Укладачі О. Я. Скуратович, Н. І. Чанцева. — К. : ДНВП «Картографія», 2014.
- Бєлозоров С. Т. Географія материків. — К. : Вища школа, 1971. — 371 с.
- Барановська О. В. Фізична географія материків і океанів : навч. посіб. для студентів ВНЗ : [у 2 ч.]. — Н. : Ніжинський державний університет ім. Миколи Гоголя, 2013. — 306 с. — ISBN 978-617-527-106-3.
- Гондурас // Гірничий енциклопедичний словник : [у 3-х тт.] / за ред. В. С. Білецького. — Д. : Східний видавничий дім, 2004. — Т. 3. — 752 с. — ISBN 966-7804-78-X.
- Дубович І. А. Країнознавчий словник-довідник. — 5-те вид., перероб. і доп. — К. : Знання, 2008. — 839 с. — ISBN 978-966-346-330-8.
- Панасенко Б. Д. Фізична географія материків : навч. посіб. : в 2 ч. — В. : ЕкоБізнесЦентр, 1999. — 200 с.
- Юрківський В. М. Регіональна економічна і соціальна географія. Зарубіжні країни: Підручник. — 2-ге. — К. : Либідь, 2001. — 416 с. — ISBN 966-06-0092-5.

### Англійською
- (англ.) Graham Bateman. The Encyclopedia of World Geography. — Andromeda, 2002. — 288 с. — ISBN 1871869587.

### Російською
- (рос.) Гондурас // Латинская Америка. Энциклопедический справочник [в 2-х тт.] / Главный редактор В. В. Вольский. — М. : Советская энциклопедия, 1979. — Т. 1. А-К. — 576 с.
- (рос.) Авакян А. Б., Салтанкин В. П., Шарапов В. А. Водохранилища. — М. : Мысль, 1987. — 326 с. — (Природа мира)
- (рос.) Алисов Б. П., Берлин И. А., Михель В. М. Курс климатологии [в 3-х тт.] / под. ред. Е. С. Рубинштейна. — Л. : Гидрометиздат, 1954. — Т. 3. Климаты земного шара. — 320 с.
- (рос.) Апродов В. А. Вулканы. — М. : Мысль, 1982. — 368 с. — (Природа мира)
- (рос.) Апродов В. А. Зоны землетрясений. — М. : Мысль, 2010. — 462 с. — (Природа мира) — ISBN 978-5-244-01122-7.
- (рос.) Букштынов А. Д., Грошев Б. И., Крылов Г. В. Леса. — М. : Мысль, 1981. — 316 с. — (Природа мира)
- (рос.) Власова Т. В. Физическая география материков. С прилегающими частями океанов. Южная Америка, Африка, Австралия и Океания, Антарктида. — 4-е, перераб. — М. : Просвещение, 1986. — 269 с.
- (рос.) Гвоздецкий Н. А. Карст. — М. : Мысль, 1981. — 214 с. — (Природа мира)
- (рос.) Гвоздецкий Н. А., Голубчиков Ю. Н. Горы. — М. : Мысль, 1987. — 400 с. — (Природа мира)
- (рос.) Дорст Ж. Центральная и Южная Америка. — М. : Прогресс, 1977. — 318 с. — (Континенты, на которых мы живем)
- (рос.) Географический энциклопедический словарь: географические названия / под. ред. А. Ф. Трёшникова. — 2-е изд., доп. — М. : Советская энциклопедия, 1989. — 585 с. — ISBN 5-85270-057-6.
- (рос.) Исаченко А. Г., Шляпников А. А. Ландшафты. — М. : Мысль, 1989. — 504 с. — (Природа мира) — ISBN 5-244-00177-9.
- (рос.) Каплин П. А., Леонтьев О. К., Лукьянова С. А., Никифоров Л. Г. Берега. — М. : Мысль, 1991. — 480 с. — (Природа мира) — ISBN 5-244-00449-2.
- (рос.) Словарь современных географических названий / под общей редакцией акад. В. М. Котлякова. — Екатеринбург : У-Фактория, 2006.
- (рос.) Литвин В. М., Лымарев В. И. Острова. — М. : Мысль, 2010. — 288 с. — (Природа мира) — ISBN 978-5-244-01129-6.
- (рос.) Лобова Е. В., Хабаров А. В. Почвы. — М. : Мысль, 1983. — 304 с. — (Природа мира)
- (рос.) Максаковский В. П. Географическая картина мира. Книга I: Общая характеристика мира. — М. : Дрофа, 2008. — 495 с. — ISBN 978-5-358-05275-8.
- (рос.) Максаковский В. П. Географическая картина мира. Книга II: Региональная характеристика мира. — М. : Дрофа, 2009. — 480 с. — ISBN 978-5-358-06280-1.
- (рос.) Гондурас // Поспелов Е. М. Топонимический словарь. — М. : АСТ, 2005. — 229 с. — ISBN 5-17-016407-6.
- (рос.) География / под ред. проф. А. П. Горкина. — М. : Росмэн-Пресс, 2006. — 624 с. — (Современная иллюстрированная энциклопедия) — ISBN 5-353-02443-5.
- (рос.) Физико-географический атлас мира. — М. : Академия наук СССР и Главное управление геодезии и картографии ГУГК СССР, 1964. — 298 с.
- (рос.) Энциклопедия стран мира / глав. ред. Н. А. Симония. — М. : НПО «Экономика» РАН, отделение общественных наук, 2004. — 1319 с. — ISBN 5-282-02318-0.